# Saison 3 de RuPaul's Drag Race UK
La troisième saison de RuPaul's Drag Race UK est diffusée pour la première fois du 23 septembre 2021 au 25 novembre 2021 sur BBC Three et BBC One au Royaume-Uni et sur WOW Presents Plus à l'international.
Le 2 novembre 2020, l'émission est renouvelée pour sa troisième saison. Le casting est composé de douze candidates et est dévoilé le 18 août 2021 sur les réseaux sociaux.
La gagnante de la saison remporte un voyage à Hollywood et les droits d'une web-série originale produite par World of Wonder.
La gagnante de la saison est Krystal Versace, avec Ella Vaday et Kitty Scott-Claus comme secondes.

## Candidates
(Les noms et âges donnés sont ceux annoncés au moment de la compétition.)
| Candidate         | Âge | Résidence                       | Classement        |
| ----------------- | --- | ------------------------------- | ----------------- |
| Krystal Versace   | 19  | Royal Tunbridge Wells, Kent     | Gagnante          |
| Ella Vaday        | 32  | Dagenham, Grand Londres         | Secondes          |
| Kitty Scott-Claus | 29  | Birmingham, Midlands de l'Ouest | Secondes          |
| Vanity Milan      | 29  | Londres, Grand Londres          | 4e place          |
| Scarlett Harlett  | 26  | Londres, Grand Londres          | 5e place          |
| Choriza May       | 30  | Newcastle, Tyne and Wear        | 6e place 7e place |
| River Medway      | 22  | Medway, Kent                    | 6e place 7e place |
| Charity Kase      | 24  | Blackburn, Lancashire           | 8e place          |
| Veronica Green    | 35  | Rochdale, Grand Manchester      | 9e place          |
| Victoria Scone    | 27  | Cardiff, South Glamorgan        | 10e place         |
| Elektra Fence     | 29  | Burnley, Lancashire             | 11e place         |
| Anubis            | 19  | Brighton, Sussex de l'Est       | 12e place         |

## Progression des candidates
|                   | Épisode | Épisode | Épisode | Épisode | Épisode | Épisode | Épisode | Épisode | Épisode | Épisode  |
| 1                 | 2       | 3       | 4       | 5       | 6       | 7       | 8       | 9       | 10      |          |
| ----------------- | ------- | ------- | ------- | ------- | ------- | ------- | ------- | ------- | ------- | -------- |
| Krystal Versace   | WIN     | WIN     | HIGH    | SAFE    | SAFE    | LOW     | HIGH    | HIGH    | BTM2    | GAGNANTE |
| Ella Vaday        | SAFE    | SAFE    | HIGH    | WIN     | SAFE    | WIN     | HIGH    | WIN     | WIN     | SECONDE  |
| Kitty Scott-Claus | SAFE    | HIGH    | SAFE    | SAFE    | SAFE    | HIGH    | WIN     | WIN     | HIGH    | SECONDE  |
| Vanity Milan      | SAFE    | BTM2    | BTM2    | WIN     | LOW     | SAFE    | BTM2    | HIGH    | ELIM    | INVITÉE  |
| Scarlett Harlett  | HIGH    | SAFE    | WIN     | BTM2    | BTM2    | SAFE    | ELIM    |         | INVITÉE | INVITÉE  |
| Choriza May       | SAFE    | SAFE    | LOW     | WIN     | SAFE    | ELIM    |         |         | INVITÉE | INVITÉE  |
| River Medway      | LOW     | SAFE    | SAFE    | WIN     | SAFE    | ELIM    |         |         | INVITÉE | INVITÉE  |
| Charity Kase      | SAFE    | LOW     | SAFE    | BTM2    | ELIM    |         |         |         | INVITÉE | INVITÉE  |
| Veronica Green    | SAFE    | HIGH    | ELIM    |         |         |         |         |         | INVITÉE | INVITÉE  |
| Victoria Scone    | TOP2    | SAFE    | ELIM    |         |         |         |         |         | INVITÉE | INVITÉE  |
| Elektra Fence     | BTM2    | ELIM    |         |         |         |         |         |         | INVITÉE | INVITÉE  |
| Anubis            | ELIM    |         |         |         |         |         |         |         | INVITÉE | INVITÉE  |

 La candidate a gagné RuPaul's Drag Race UK.
 La candidate est arrivée seconde.
 La candidate a gagné le maxi défi.
 La candidate a été l'une des meilleures candidates de l'épisode mais a perdu le lip-sync.
 La candidate a reçu des critiques positives des juges et a été déclarée sauve.
 La candidate a été déclarée sauve.
 La candidate a reçu des critiques négatives des juges et a été déclarée sauve.
 La candidate a été en danger d'élimination.
 La candidate a été éliminée.
 La candidate a été retirée de la compétition pour des raisons médicales.

## Lip-syncs
| Épisode | Candidate                                            | vs.                                                  | Candidate                                            | Chanson                    | Artiste           | Gagnante                     |
| ------- | ---------------------------------------------------- | ---------------------------------------------------- | ---------------------------------------------------- | -------------------------- | ----------------- | ---------------------------- |
| 1       | Krystal Versace                                      | vs.                                                  | Victoria Scone                                       | Total Eclipse of the Heart | Bonnie Tyler      | Krystal Versace              |
| 1       | Candidate                                            | vs.                                                  | Candidate                                            | Chanson                    | Artiste           | Candidate(s) éliminée(s)     |
| 1       | Anubis                                               | vs.                                                  | Elektra Fence                                        | Sweet Melody               | Little Mix        | Anubis                       |
| 2       | Elektra Fence                                        | vs.                                                  | Vanity Milan                                         | Moving On Up               | M People          | Elektra Fence                |
| 3       | Vanity Milan                                         | vs.                                                  | Veronica Green                                       | I've Got the Music in Me   | Kiki Dee          | Veronica Green               |
| 4       | Charity Kase                                         | vs.                                                  | Scarlett Harlett                                     | Who Do You Think You Are   | Spice Girls       | Aucune                       |
| 5       | Charity Kase                                         | vs.                                                  | Scarlett Harlett                                     | Big Spender                | Shirley Bassey    | Charity Kase                 |
| 6       | Choriza May                                          | vs.                                                  | River Medway                                         | Shout                      | Lulu              | Choriza May                  |
| 6       | Choriza May                                          | vs.                                                  | River Medway                                         | Shout                      | Lulu              | River Medway                 |
| 7       | Scarlett Harlett                                     | vs.                                                  | Vanity Milan                                         | Scandalous                 | Mis-Teeq          | Scarlett Harlett             |
| Épisode | Candidate                                            | vs.                                                  | Candidate                                            | Chanson                    | Artiste           | Gagnantes                    |
| 8       | Ella Vaday                                           | vs.                                                  | Kitty Scott-Claus                                    | Something New              | Girls Aloud       | Ella Vaday Kitty Scott-Claus |
| Épisode | Candidate                                            | vs.                                                  | Candidate                                            | Chanson                    | Artiste           | Candidate éliminée           |
| 9       | Krystal Versace                                      | vs.                                                  | Vanity Milan                                         | Hallucinate                | Dua Lipa          | Vanity Milan                 |
| Épisode | Candidate                                            | vs.                                                  | Candidate                                            | Chanson                    | Artiste           | Gagnante                     |
| 10      | Ella Vaday vs. Kitty Scott-Claus vs. Krystal Versace | Ella Vaday vs. Kitty Scott-Claus vs. Krystal Versace | Ella Vaday vs. Kitty Scott-Claus vs. Krystal Versace | You Don't Own Me           | Dusty Springfield | Krystal Versace              |

 La candidate a gagné le lip-sync et est la meilleure candidate de l'épisode.
 La candidate a été éliminée après sa première fois en danger d'élimination.
 La candidate a été éliminée après sa deuxième fois en danger d'élimination.
 La candidate a été éliminée après sa troisième fois en danger d'élimination.
 La candidate a été éliminée après sa quatrième fois en danger d'élimination.
 La candidate a gagné le lip-sync et la saison.

## Juges invités
Cités par ordre d'apparition,, :
- Matt Lucas, acteur anglais ;
- Otlile Mabuse, danseuse et chorégraphe sud-africaine ;
- Nicola Coughlan, actrice irlandaise ;
- Emma Bunton, chanteuse anglaise ;
- Leigh-Anne Pinnock, chanteuse anglaise ;
- Lulu, chanteuse et actrice écossaise ;
- Alesha Dixon, chanteuse et danseuse anglaise ;
- Russell Tovey, acteur anglais ;
- Kathy Burke, actrice anglaise.

### Invités spéciaux
Certains invités apparaissent lors des épisodes, mais ne font pas partie du panel de jurés.
Épisode 3
- Raven, drag queen américaine.

Épisode 4
- Steps, groupe de musique britannique.

Épisode 6
- Judi Love, comédienne anglaise ;
- Nadine Coyle, chanteuse et actrice irlandaise.

Épisode 7
- Selina Mosinski, comédienne anglaise.

Épisode 10
- Jay Revell, chorégraphe anglais.

## Épisodes
| Candidate                      | Anubis            | Charity Kase            | Choriza May                    | Elektra Fence         | Ella Vaday               | Kitty Scott-Claus | Krystal Versace       | River Medway             | Scarlett Harlett | Vanity Milan               | Veronica Green   | Victoria Scone |
| Ville d'origine                | Brighton          | Blackburn               | Newcastle                      | Burnley               | Dagenham                 | Birmingham        | Royal Tunbridge Wells | Medway                   | Londres          | Londres                    | Rochdale         | Cardiff        |
| Référence à la ville d'origine | Jetée de Brighton | Rose rouge de Lancastre | Newcastle United Football Club | Extraction du charbon | Grève à Dagenham         | Cadbury           | Jardin à l'anglaise   | Statue de Thomas Waghorn | Elisabeth Ire    | Code postal au Royaume-Uni | Culture du coton | Jonquille      |
| Chose préférée                 | Faune abyssale    | Freak show              | Art                            | Anniversaire          | Drapeau arc-en-ciel LGBT | ABBA              | Chats                 | Musique                  | Musique          | Estonie                    | Jeux vidéo       | Tea time       |

| Groupe    | Ride Or Die | Ride Or Die   | Ride Or Die  | Ball Busters      | Ball Busters    | Ball Busters | Ball Busters   | Babycizers   | Babycizers | Babycizers       | Babycizers     |
| --------- | ----------- | ------------- | ------------ | ----------------- | --------------- | ------------ | -------------- | ------------ | ---------- | ---------------- | -------------- |
| Candidate | Choriza May | Elektra Fence | Vanity Milan | Kitty Scott-Claus | Krystal Versace | River Medway | Veronica Green | Charity Kase | Ella Vaday | Scarlett Harlett | Victoria Scone |

| Groupe                | The Slice Girls | The Slice Girls   | The Slice Girls | The Slice Girls  | Pick'n'Mix     | Pick'n'Mix | Pick'n'Mix     | Pick'n'Mix   |
| --------------------- | --------------- | ----------------- | --------------- | ---------------- | -------------- | ---------- | -------------- | ------------ |
| Candidate             | Charity Kase    | Kitty Scott-Claus | Krystal Versace | Scarlett Harlett | Choriza May    | Ella Vaday | River Medway   | Vanity Milan |
| Spice Girl référencée | Mel B           | Emma Bunton       | Emma Bunton     | Mel B            | Geri Halliwell | Melanie C  | Geri Halliwell | Mel B        |

| Équipe    | Équipe Scarlett Harlett | Équipe Scarlett Harlett | Équipe Scarlett Harlett | Équipe Scarlett Harlett | Équipe Krystal Versace | Équipe Krystal Versace | Équipe Krystal Versace | Équipe Krystal Versace |
| --------- | ----------------------- | ----------------------- | ----------------------- | ----------------------- | ---------------------- | ---------------------- | ---------------------- | ---------------------- |
| Candidate | Choriza May             | Ella Vaday              | Kitty Scott-Claus       | Scarlett Harlett        | Charity Kase           | Krystal Versace        | River Medway           | Vanity Milan           |

| Candidate  | Choriza May        | Ella Vaday     | Kitty Scott-Claus | Krystal Versace | River Medway     | Scarlett Harlett | Vanity Milan      |
| Personnage | Margarita Pracatán | Nigella Lawson | Gemma Collins     | Selina Mosinski | Amy Childs       | Macaulay Culkin  | Jocelyn Jee Esien |
| Fruit      | Pêche              | Pastèque       | Cerise            | Pitaya          | Salade de fruits | Lime             | Salade de fruits  |

| Candidate         | Ella Vaday                                | Kitty Scott-Claus             | Krystal Versace                      | Vanity Milan     |
| Personnage        | Daft Shader                               | Brabarella                    | She-3PO                              | Baby Yolo        |
| Référence du film | Oompa Loompa (Charlie et la Chocolaterie) | Rose Dewitt Bukater (Titanic) | Cruella d'Enfer (Les 101 Dalmatiens) | Denise (B.A.P.S) |

| Candidate finaliste     | Ella Vaday          | Kitty Scott-Claus | Krystal Versace |
| ----------------------- | ------------------- | ----------------- | --------------- |
| Victoire(s)             | 4                   | 2                 | 2               |
| Épisode(s)              | Épisodes 4, 6, 8, 9 | Épisodes 7, 8     | Épisodes 1, 2   |
| Risque(s) d'élimination | 0                   | 0                 | 1               |
| Épisode(s)              | —                   | —                 | Épisode 9       |